# Марк Сербоні
Марк Сербоні (фр. Marc Cerboni, нар. 20 жовтня 1955 — 2 грудня 1990) — французький фехтувальник на рапірах, бронзовий призер (1984 рік) Олімпійських ігор.

## Виступи на Олімпіадах
| Олімпіада         | Дисципліна      | Місце |
| ----------------- | --------------- | ----- |
| Лос-Анджелес 1984 | командна рапіра | 3     |